# Billy Preston
William Everett "Billy" Preston (n. 2 septembrie 1946, Houston, Texas, SUA - d. 6 iunie 2006), a fost un muzician american de soul din Houston, Texas care a crescut în Los Angeles, California. Pe lângă cariera de succes ca artist solo ce i-a adus și nenumărate premii printre care și Grammy, Preston a colaborat și cu unele dintre cele mai mari nume ale industriei muzicale cum ar fi The Beatles, The Rolling Stones, Nat King Cole, Little Richard, Eric Burdon, Ray Charles, George Harrison, Elton John, Eric Clapton, Bob Dylan, Sam Cooke, King Curtis, Sammy Davis Jr., Sly Stone, Aretha Franklin, The Jackson 5, Quincy Jones, Mick Jagger, Richie Sambora și Red Hot Chili Peppers. A cântat la pian electric Fender Rhodes și la orgă Hammond în sesiunile de înregistrare ale melodiei Get Back, în 1969.

## Discografie

### Albume
- (1965) The Most Exciting Organ Ever
- (1965) Early Hits of'65
- (1966) The Wildest Organ in Town
- (1967) Club Meeting
- (1969) That's The Way God Planned It
- (1970) Encouraging Words]]
- (1971) I Wrote a Simple Song
- (1972) Music Is My Life
- (1973) Everybody Likes Some Kind of Music
- (1974) Live European Tour 1973 feat. Mick Taylor la chitară (CD release A&M, 2002)
- (1974) The Kids and Me
- (1975) It's My Pleasure
- (1976) Billy Preston
- (1977) A Whole New Thing
- (1979) Late At Night]
- (1981) Billy Preston & Syreeta (cu Syreeta Wright)
- (1981) The Way I Am
- (1982) Pressin' On
- (1984) On the Air
- (1986) You Can't Keep a Good Man Down
- (2001) You and I (feat. formația italiană "Novecento")

### Albume gospel
- (1962) Sixteen Years Old Soul
- (1965) Hymns Speak from the Organ
- (1973) Gospel In My Soul (Re-edition of Hymns Speak from the organ)
- (1978) Behold!
- (1980) Universal Love
- (1994) Ministry of Music
- (1995) Minister of Music
- (1996) Words and Music
- (2001) Music From My Heart

### Single-uri
- 1969: "That's the Way God Planned It" - US Pop #62, UK #11
- 1971: "My Sweet Lord" - US Pop #90, US R&B #23
- 1972: "I Wrote a Simple Song" - US Pop #77
- 1972: "Outa-Space" - US Pop #2, US R&B #1, UK #44
- 1972: "That's the Way God Planned It" (re-release) - US Pop #65
- 1972: "Slaughter" - US Pop #50, US R&B #17
- 1973: "Will It Go Round in Circles" - US Pop #1, US R&B #10
- 1973: "Space Race" - US Pop #4, US R&B #1
- 1974: "You're So Unique" - US Pop #48, US R&B #11
- 1974: "Nothing from Nothing" - US Pop #1, US R&B #8
- 1974" "Struttin'" - US Pop #22, US R&B #11
- 1975: "Fancy Lady" - US Pop #71, US R&B #23
- 1977: "Wide Stride" - US R&B #33
- 1978: "Get Back" - US Pop #86
- 1979: "With You I'm Born Again" (cu Syreeta Wright) - US Pop #4, UK #2
- 1980: "It Will Come in Time" (with Syreeta Wright) - UK #47
- 1980: "One More Time for Love" (with Syreeta Wright) - US Pop #52
- 1982: "I'm Never Gonna Say Goodbye" - US Pop #88
- 1986: "So Good, So Fine" (cu Ann-Louise Hanson)
- 2003: "Go Where No One's Gone Before" [10]